# Deltoclita bioculata
Deltoclita bioculata är en spindelart som beskrevs av Cândido Firmino de Mello-Leitão 1929. 
Deltoclita bioculata ingår i släktet Deltoclita och familjen krabbspindlar. Inga underarter finns listade i Catalogue of Life.